# Melita Rühn
Melita Rühn (n. 19 aprilie 1965, Sibiu, România) este o gimnastă română, actualmente retrasă din activitatea competițională, care a fost laureată cu argint olimpic la Moscova 1980 și dublu laureată cu bronz la aceleași jocuri olimpice.

## Distincții
- Ordinul „Meritul Sportiv” clasa I (15 aprilie 1981) „pentru rezultatele deosebite obținute la Jocurile olimpice de vară de la Moscova — 1980, precum și pentru contribuția adusă la dezvoltarea activității sportive și la creșterea prestigiului sportului românesc pe plan internațional”[1]